# Bogomir Veras
Bogomir Veras, slovenski gledališki igralec in režiser, * 6. junij 1940, Ljubljana, † 7. januar 2018.
Dokončal je AGRFT. Od leta 1970 pa vse do upokojitve je deloval v gledališču v Celju, kot igralec in kot režiser. Igral je predvsem v igrah za otroke, kot so Tinka šminka, Butalci idr. Po upokojitvi je še občasno režiral.
V gledališki sezoni 1994/95 je odigral v Šentjakobskem gledališču Ljubljana vlogo Arneža v predstavi Zakladi gospe Berte avtorja Andreja Hienga v režiji Barbare Hieng Samobor.

### Zasebno
S prvo ženo Tatjano Veras ima hči Majo, ki je univerzitetno diplomirana filozofinja in sociologinja kulture in kantavtorica. S prvo ženo Tatjano imata tudi vnukinjo Kristino Anastazijo Veras Brzin, ruskojezično pesnica, pisateljico in prevajalko. Po 22 letih zakona se je ločil. Z drugo partnerico Ljerko Belak je živel v okolici Ljubljane.